# Изгубљен у времену
Изгубљен у времену је други студијски албум српске хеви метал групе Краљевски апартман. Пратећи њихово прво издање албум Long Live Rock 'n' Roll и добрих реакција публике и критичара, група, са измењеном поставом, улази у студио да сними свој други материјал. На албуму се налази обрада Јураја Хип песме "Lady In Black" насловљена „Слике“. Видео-спот је снимљен за песму „После олује (јави се...)".